# Свадьба в Чехии
Свадьба в Чехии — это официальная церемония заключения брака с учётом требований чешского законодательства. Заключить брак в Чехии возможно, пройдя как официальную церемонию бракосочетания, так и церемонию венчания в церкви или костеле.

## Чешские свадебные обычаи
Свадебные традиции Чехии отличаются истинно европейским романтизмом. Несмотря на то, что они сложились ещё несколько столетий назад, современные молодожены следуют им до сих пор.
Одним из очень трогательных чешских свадебных обычаев является посадка дерева во дворе невесты накануне свадьбы. При этом дерево специально украшается разноцветными атласными лентами и яйцами, расписанными красками.
Другая, не менее романтичная традиция — плетение венка из роз. Плетением венка занимаются подруги невесты за день до свадьбы. В день бракосочетания венок вручают новобрачной вместе с искренними пожеланиями прочного брака, любви и преданности друг другу.
Ещё один чешский свадебный обычай касается одежды жениха и невесты. Молодожены, которые решили соблюдать свадебные традиции Чехии, облачаются в наряды, напоминающие королевские. Этот обычай появился ещё во времена средневековья, когда свадебные церемонии зачастую сопровождались рыцарскими турнирами.

## Официальное бракосочетание
Процедура официального бракосочетания является традиционной свадьбой, после которой жених и невеста получают Свидетельство о браке и официально становятся семьей. Все документы, которые получают новобрачные по завершении церемонии бракосочетания, обладают полной юридической силой при условии перевода на язык места проживания молодоженов.
Заключить брак можно практически в любом замке или дворце Чехии, однако существует список самых популярных мест для бракосочетания:
- Замок Червени-Уезд
- Замок Глубока
- Замок Груба-Скала
- Замок Детенице
- Замок Добржиш
- Замок Емниште
- Замок Жлеби
- Замок Збирог
- Замок Карлштейн
- Замок Кинжварт
- Замок Конопиште
- Замок Кршивоклат
- Замок Леднице
- Замок Либоховице
- Замок Лоучень
- Замок Орлик
- Замок Пругонице
- Замок Сихров
- Замок Тельч
- Замок Червена-Льгота
- Замок Чески-Крумлов
- Замок Штиржин
- Вртбовский дворец
- Кайзерштейнский дворец или дворец Алипранди
- Либеньский замок
- Общественный дом
- Пороховая башня
- Пражские Дворцовые сады
- Староместская ратуша
- Тройский замок
- Дом «У Каменного звона»
- Замок Chateau St. Havel
- Замок Енералка
- Замок Летенский
- Замок Лихтенштейн
- Костел Sacre Coeur
- Подземелье Староместской Ратуши
- Дворец Kлементинум
- Дворец Кинских или Кауницкий дворец

## Церемония венчания
Венчание в Чехии обладает полной юридической силой. После завершения процедуры венчания, брачующиеся получают полноценное Свидетельство о браке, такое же, как и те, кто выбирает гражданскую процедуру оформления брака.
Для тех, кто уже состоит в официальном браке, процедура венчания может носить религиозный характер, потому как венчание обязательно проходит в церкви при соблюдении католических или православных канонов.
Пройти процедуру венчания в Чехии можно в:
- Костеле Святых Петра и Павла
- Соборе Святого Вита

## Символическая церемония
Символическая церемония не имеет юридической ценности, поэтому не требует подготовки пакета документов. Особое распространение неофициальные свадьбы получили среди уже женатых пар, которые хотят повторить знаменательный день в торжественной обстановке. Как правило, символическая церемония практически не отличается от юридически значимого аналога и включает в себя произнесение клятв, фото- и видеосъемку, прогулку, праздничный ужин.

## Формальности
Официально зарегистрировать брак в Чехии могут граждане стран подписавших Гаагскую конвенцию 1961 года. Признание таких браков регламентируется данной конвенцией, а также двухсторонними договорами о взаимной помощи в гражданских делах, которые Чехия подписала с некоторыми странами, в том числе с Россией, Украиной и Беларусью.
Свидетельство о браке выдаётся чешским государственным органом на чешском языке. Для предъявления данного свидетельства по месту жительства оно должно быть переведено на государственный язык страны, гражданами которой являются молодожёны. В случае, если молодожёны граждане разных стран (например России и Германии), то необходимо просить выдать свидетельство сразу вместе с дубликатом, так как официальный перевод подшивается к экземпляру свидетельства. Перевод свидетельства о браке с чешского языка на русский, украинский или иной язык может быть осуществлён как чешским присяжным переводчиком, так и переводчиком другой страны имеющим право нотариального заверения перевода. В некоторых странах, не имеющих соответствующих двусторонних договоров, такое свидетельство с переводом будет действительно только после дополнительной легализации (апостиля).
Для регистрации брака в Чехии жениху и невесте нужно предоставить закрепленный чешским законодательством пакет документов.
Кроме этого есть ещё несколько организационных формальностей:
- для молодоженов, не владеющих чешским языком обязательно присутствие официального присяжного переводчика, который дословно переводит всю церемонию на язык брачующихся;
- для заключения брака на свадебной церемонии обязаны присутствовать два свидетеля, владеющих либо чешским языком, либо языком, на который данная церемония переводится присяжным переводчиком;

Свидетельство о браке выдается через 14-20 дней после церемонии, его перевод и заверения также можно поручить координатору в Чехии. После получения документов на руки, молодоженам будет достаточно предоставить их в ближайшее отделение паспортного стола и поставить штамп в паспорт